# 徐新六
徐新六（1890年—1938年8月24日），字振飞，祖籍浙江省余杭县，生于杭州。中华民国企业家。

## 生平
1902年，徐新六考入南洋公学。1908年赴英国留学，获伯明翰大学理学士和英国维多利亚大学商学士，后又在巴黎国立政治学院学习国家财政学一年。1914年回国，参加北京国民政府高等文官考试，以第一名被录取，派任中华民国财政部公债司任佥事，并任教于北京大学经济系。
1917年7月，段棋瑞组阁，梁启超任财政总长。此时徐新六任财政部秘书，曾两次协助梁启超向日本商借贷款。11月，梁启超因在四川内战问题上与段祺瑞意见不合，愤而辞职，徐新六也随之离开财政部，转任中国银行金库监事。次年，应汉冶萍煤铁厂矿公司聘请，任该公司总会计；不久重返中国银行，任该行北京分行协理。并代表上海公共租界华人纳税市民参加工部局分组委员会，担任卫生、防务委员。1919年，任上海公共租界工部局华人董事。同年，随梁启超赴欧洲考察战后各国政治经济情况，并被委为巴黎和会赔款委员会中国代表和中国代表团专门委员。1920年3月回国，在上海经营新通贸易公司。1921年，任上海浙江兴业银行董事会秘书，不久为总办事处书记长。1923年，为副总经理，1925年升任常务董事兼总经理，广设分支机构，以吸收各地存款。至抗战前夕，分支机构达35处。
1927年4月以后，历任上海公共租借纳税华人会执行委员，复旦大学校董兼校长，《时事新报》、《大陆报》、《申报》电讯社董事长，交通银行、中国企业银行、中国建设银行公司、《大陆报》、上海毛纺织厂、中华教育文化基金董事，上海市商会公债基金保管委员会主任委员，中国太平洋国际学会副委员长等职。1933年10月后，又历任全国经济委员会委员、蚕丝改良委员会委员、中国棉业公司常务董事、及工部局图书委员会主任委员。1932年1月至1937年6月，任上海美专校董会校董。
抗日战争爆发后，時任中華民國财政部长孔祥熙命徐新六和李铭负责维持上海租界内的金融秩序。1938年8月，中華民國政府擬组织代表团赴英国商議借款問題，在香港的徐新六獲邀参加，並被内定为首席代表。8月24日，搭机从香港飞往重庆途中，飞机在广东上空被日军击落（史称桂林號事件），徐新六遇难身亡，时年48岁，国民政府授予烈士称号。

## 著作
有《币法考》等著作留世。

## 延伸阅读
[在维基数据编辑]
 《海上名人傳·徐新六》，出自《海上名人傳》